# Shawn Wayans
Shawn Mathis Wayans (ur. 19 stycznia 1971 w Nowym Jorku) – amerykański aktor, producent, scenarzysta i komik. Jest bratem Marlona, Kim, Keenena Ivory’ego oraz Damona, synem Elviry i Howella Wayansów.
Wystąpił w dwóch pierwszych filmach z serii Straszny film (2000, 2001), której był współpomysłodawcą i współtwórcą. Zdobywca Złotej Maliny za rolę w filmie Mały (2006).

## Życiorys
W 1989 zadebiutował filmie fabularnym swojego brata Keenena Ivory Wayansa Dorwę cię krwiopijco. Zaraz po tym dołączył do obsady nagrodzonego Emmy serialu komediowego In Living Color.
Później, wraz ze swym bratem Marlonem Wayansem napisał, wyprodukował i zagrał w komediowym przeboju Chłopaczki z sąsiedztwa, parodii filmów o wspólnym dorastaniu, zrobionej dla Miramax/Dimension Films.
Wayans stworzył i zagrał wraz z Marlonem w sitcomie The Wayans Bros.. Innym filmem z Shawnem Wayansem był thriller psychologiczny Młoda krew.
DTP oddział Tell Books wydało zbiór aforyzmów Shawna Wayansa „150 Ways to Tell if You're Ghetto”.

## Filmografia

### Aktor
- 2009: (Nie) Tylko taniec jako Baby Daddy

- 2008: Why We Laugh: Black Comedians on Black Comedy jako on sam

- 2006: Mały (Little Man) jako Darryl

- 2006: Thugaboo: Sneaker Madness jako Chudy (głos)

- 2004: Agenci bardzo specjalni (White Chicks) jako Kevin Copeland

- 2001: Straszny film 2 (Scary Movie 2) jako Ray Jones

- 2000: Open Mic jako on sam

- 2000: Straszny film (Scary Movie) jako Ray

- 1999: Młoda krew (New Blood) jako Valentine
- 1996: Chłopaczki z sąsiedztwa (Don't Be a Menace to South Central While Drinking Your Juice in the Hood) jako Ashtray
- 1996–1997: Waynehead Toof (głos)
- 1995–1999: The Wayans Bros. jako Shawn Williams
- 1992–1997: Hangin’ with Mr. Cooper jako Dominique (gościnnie)
- 1991: The Best of Robert Townsend & His Partners in Crime jako Różne role
- 1990: In Living Color jako DJ SW-1 / Różne role
- 1988: Dorwę cię krwiopijco (I’m Gonna Git You Sucka) jako Pieszy
- 1985–1992: MacGyver jako Robo (gościnnie)

### Producent
- 2009: (Nie) Tylko taniec
- 2008: The Life and Times of Marcus Felony Brown
- 2007: The Munsters
- 2006: Mały (Little Man)
- 2006: Thugaboo: Sneaker Madness
- 2004: Agenci bardzo specjalni (White Chicks)
- 2001: Straszny film 2 (Scary Movie 2)
- 2000: Straszny film (Scary Movie)
- 1996: Chłopaczki z sąsiedztwa (Don't Be a Menace to South Central While Drinking Your Juice in the Hood)
- 1995–1999: The Wayans Bros.

### Scenarzysta
- 2009: (Nie) Tylko taniec
- 2008: The Life and Times of Marcus Felony Brown
- 2007: The Munsters
- 2006: Mały (Little Man)
- 2004: Agenci bardzo specjalni (White Chicks)
- 2001: Straszny film 2 (Scary Movie 2)
- 2000: Straszny film (Scary Movie)
- 1996: Chłopaczki z sąsiedztwa (Don't Be a Menace to South Central While Drinking Your Juice in the Hood)
- 1995–1999: The Wayans Bros.

### Reżyser
- 2006: Thugaboo: Sneaker Madness
- 1995–1999: The Wayans Bros.